# Ján Švehlík
Ján Švehlík (Lovča, 17 de janeiro de 1950) é um ex-futebolista profissional e treinador eslovaco que atuava como atacamte.

## Carreira
Ján Švehlík fez parte do elenco da Seleção Checoslovaca de Futebol, na Euro de 1976.

## Títulos
- Eurocopa: 1976